# Semaine mondiale de la vaccination
La Semaine mondiale de la vaccination est un événement international marqué la dernière semaine d'avril chaque année et consacré à la sensibilisation à l'importance de la vaccination.

## Historique

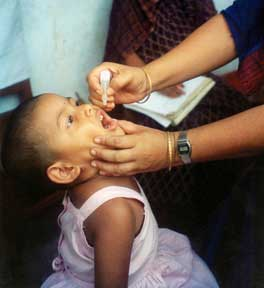
Un enfant recevant un vaccin contre la poliomyélite.

En avril 2012, plus de 180 États membres de l’OMS ont célébré pour la première fois la semaine mondiale de l’immunisation,. Dans la même année, l’Organisation Pan Américaine de la Santé a célébré le 10e anniversaire de la semaine de la vaccination dans les Amériques et la première semaine de l’immunisation à Haïti. Auparavant, certains pays dans le monde célébraient séparément des semaines nationales de vaccination durant le mois d’avril.

## Campagnes précédentes

### Haïti
En 2012, 95 % des enfants haïtiens ont été visés par deux vaccins notamment le vaccin contre la Poliomyélite et le vaccin contre la Rougeole. En 2013, c’est par l’introduction du vaccin anti-rota virus, responsable de la mort de 2 200 enfants haïtiens chaque année, que le pays a célébré la semaine mondiale de la vaccination.